# Nagari Koto Nopan
Nagari Koto Nopan is een bestuurslaag in het regentschap Pasaman van de provincie West-Sumatra, Indonesië. Nagari Koto Nopan telt 2882 inwoners (volkstelling 2010).